# Bruno Ghezzani
Bruno Ghezzani (Livorno, 20 settembre 1925) è un ex calciatore italiano, di ruolo centrocampista.

## Carriera
Debutta in Serie B nella stagione 1949-1950 con il Livorno. Con i labronici disputa tre campionati di Serie B per un totale di 79 presenze e 17 reti tra i cadetti, ed un altro campionato di Serie C dopo la retrocessione avvenuta nel 1952.
Nel 1953 passa al Pisa, con cui disputa un campionato di Serie C.